# 郴州駅
郴州駅（ちんしゅうえき）は中華人民共和国湖南省郴州市北湖区解放路に位置する中国国鉄広州鉄路集団長沙鉄路総公司直属の駅である。

## 所属路線
- 中国国鉄
  - 京広線：北京西駅より1920km、広州駅まで374km

## 駅構造
- 単式ホーム1面、島式ホーム1面の地上駅である。

## 利用状況
各種別を含め毎日150本余りの旅客列車が発着する。武広旅客専用線には郴州西駅が出来た。

## 歴史
- 1936年 - 郴県駅として開業した。
- 年月日不詳 - 郴州駅に改名した。
- 2009年6月29日 - 列車衝突事故が起き、3名が死亡した[3]。

## 隣の駅
中国国鉄
京広線
許家洞駅 - 郴州駅 - 槐樹下駅